# Und morgen die ganze Welt
Und morgen die ganze Welt ist ein deutsch-französischer Spielfilm aus dem Jahr 2020 von Julia von Heinz mit Mala Emde. Die Premiere erfolgte am 10. September 2020 im Rahmen der 77. Internationalen Filmfestspiele von Venedig, wo der Film in den Wettbewerb um den Goldenen Löwen eingeladen wurde. In Deutschland wurde der Film im September 2020 als brancheninterner Eröffnungsfilm der Filmkunstmesse Leipzig gezeigt und eröffnete am 20. Oktober 2020 die Internationalen Hofer Filmtage. Der deutsche Kinostart war am 29. Oktober 2020. Anfang Mai 2021 wurde der Film auf Netflix veröffentlicht. Auf Arte wurde der Film am 10. Juni 2022 ausgestrahlt.
Der Titel des Films ist der Zeile „Heute gehört uns Deutschland und morgen die ganze Welt“ aus Hans Baumanns nationalsozialistischen Propagandalied von „Es zittern die morschen Knochen“ entnommen.

## Handlung
Luisa stammt aus einer wohlhabenden Familie auf dem Land und zieht für ihr Jurastudium nach Mannheim. Dort trifft sie mit ihrer Freundin Batte wieder zusammen, die ebenfalls Jura studiert. Beide hatten in ihrer Schulzeit bereits eine kleine Antifa-Gruppe gebildet und sich in der Flüchtlingshilfe betätigt, standen damit allerdings weitgehend allein. In Mannheim hingegen gibt es nun eine gut organisierte Antifa-Gruppe, der sich Batte angeschlossen hat. Die Gruppe hofft darauf, in Kürze endlich mit der Stadt einen offiziellen Mietvertrag für ihr linksautonomes Zentrum im Stadtteil Jungbusch abschließen zu können.
Die Gruppe ist auch besonders bei Demonstrationen gegen die Partei Liste 14, einer gemäßigten rechtsextremen Partei, aktiv. Diese hat in letzter Zeit einen großen Aufwind bekommen und die Stimmung im Land kippt immer mehr, so hat etwa politisch motivierte Gewalt deutlich zugenommen, auch kam es immer wieder zu Brandanschlägen auf Flüchtlingsunterkünfte. Luisa will dabei nicht tatenlos zusehen, sondern etwas dagegen unternehmen.
Bei der ersten Demonstration in der Stadt, an der Luisa beteiligt ist, wird deutlich, dass die Partei inzwischen offen den Schulterschluss mit härteren Rechtsextremen wagt, so finden sich diese etwa als Ordner eingesetzt. Nach einem Farbbeutelwurf auf die Rednerin der Partei kommt es zu einer Schlägerei mit dem Ordnungsdienst. Luisa kann dabei das herausgefallene Mobiltelefon eines Rechtsextremen an sich nehmen. Durch die dortigen Nachrichten erfährt sie von einem Aufmarsch rechtsextremer Gruppen in einer Provinzstadt. Vor Ort erweist sich die Bedrohungskulisse als so beängstigend, dass die eigentlich zu einer Gegendemonstration angereiste Antifa-Gruppe sich lieber zurückzieht und zunächst darauf beschränkt, die abseits geparkten Autos der Rechtsextremen zu demolieren. Nachdem sich längere Zeit weiter nichts ereignet, entschließt sich die Antifa, auf die Rückkehr der Rechtsextremen zu warten, um sie körperlich anzugreifen. Der Überfall eskaliert, und Luisa wird schwer am Bein verletzt. Ihre Freunde bringen sie zu einem allein lebenden Altlinken mit kriminellem Hintergrund aus dem Umfeld der Revolutionären Zellen, der über das erforderliche medizinische Können verfügt, um ihre Wunde zu versorgen.
In der Antifa-Gruppe ist durch die Aktion ein Riss entstanden. Während die einen der Meinung sind, dass Gewalt gegen Menschen ein Tabu ist und dadurch alles Aufgebaute in Gefahr gerät, meinen andere, dass man den Rechtsextremen wesentlich härter als bisher entgegentreten sollte, wenn man wirklich etwas ändern will. Luisa sympathisiert zunehmend mit letzteren. Das führt auch zum Bruch mit ihrer Freundin Batte.
Über das erbeutete Telefon findet Luisa auch heraus, dass eine vor allem in den 1980er Jahren rege tätige Größe der rechtsextremen Szene nach wie vor im Hintergrund aktiv ist. Durch eine Finte gelingt es der Antifa, dass dieser in seiner Wohnung lagerndes Beweismittel durch Gleichgesinnte auslagern lässt. Dies führt die Gruppe zu einem abseits gelegenen Basislager der Rechten, in dem sich neben vertraulichen Unterlagen wie etwa Mitgliederlisten früherer Organisationen auch Sprengstoff befindet. Sie beschließen daraufhin, den Ort sogleich zu verlassen, den bereits berührten Sprengstoff nehmen sie mit, damit im Ernstfall keine Fingerabdrücke gefunden werden, und vergraben ihn unter einer Brücke.
Luisa hat sich inzwischen weiter radikalisiert und entwendet ihrem Vater, der Jäger ist, heimlich das Gewehr und will damit bei einer rechtsextremen Veranstaltung ein Attentat begehen, hat aber schließlich doch Hemmungen und wirft das Gewehr schließlich weg.
Die Aktivitäten der Antifa-Gruppe haben inzwischen zu einer verschärften polizeilichen Überwachung des linksautonomen Zentrums geführt. Es kommt schließlich zu einem Einsatz von Spezialeinheiten, bei denen viele Personen festgenommen werden. Das Zentrum muss daraufhin schließen. Luisa und ihre Gefährten, die nun wieder auf der Straße stehen, richten eine kleine Gedenkstätte dafür ein.
Der Film endet damit, dass nachdem Luisas Stimme aus dem Off den Artikel 20 (4) des Grundgesetzes zitiert hat, der Ort, wo die Rechtsextremen eine Begegnungsstätte errichten wollten, durch eine Explosion zerstört wird.

## Produktion
Produziert wurde der Film von Seven Elephants (Produzenten: Fabian Gasmia, Julia von Heinz) in Koproduktion mit Kings & Queens Filmproduktion (Produzenten: Julia von Heinz, John Quester) und Haïku Films (Produzenten: Thomas Jaeger, Antoine Delahousse) im Auftrag von SWR, WDR, Arte und dem Bayerischen Rundfunk.
Unterstützt wurde die Produktion vom FilmFernsehFonds Bayern, der Medien- und Filmgesellschaft Baden-Württemberg, der Filmförderungsanstalt, dem Medienboard Berlin-Brandenburg, Deutsch-französische Minitraité, CNC Centre national du cinéma et de l’image animée und dem Deutschen Filmförderfonds. Die finanzielle Unterstützung der Filmförderungsanstalt betrug 310.000 Euro.
Für das Kostümbild zeichnete Maxi Munzert verantwortlich, für das Szenenbild Christian Kettler, für den Ton Marcus Vetter und für die Maske Eva Schubert. Die Hip-Hop-Gruppe Neonschwarz steuerte Stücke bei.

## Rezeption
Nach der Veröffentlichung des Trailers veröffentlichte die Alternative Kultur Nürnberg e. V., der Träger eines Nürnberger Jugend- und Kulturzentrums namens „Projekt 31“ und Kulturpreisträger der Stadt Nürnberg, ein Statement, in dem der Trailer als rufschädigend für das Kulturzentrum kritisiert wurde. Zuvor hatte das Plenum des Zentrums eine angefragte Zusammenarbeit mit den Filmemachern aufgrund von aus seiner Sicht klischeehaften und heteronormativen Rollenbildern im Film abgelehnt.
Tobias Kniebe attestierte dem Film in seinem anlässlich der Filmfestspiele in Venedig in der Süddeutschen Zeitung erschienenen Beitrag, „schon in den ersten Bildern ein Gefühl der Dringlichkeit“ zu vermitteln. Dass Regisseurin und Autorin Julia von Heinz selber lange Zeit der Antifa angehörte, hebe den Film, so Kniebe, über die üblichen Versuche einer Milieustudie hinaus. Des Weiteren merkt der Autor an, dass der Film keine Antworten geben, sondern Erschrecken und Zweifel in den Zuschauern weiterbrennen lassen wolle.
Im Beitrag des heute-journal heißt es, dass dies „ein packender, ein schmerzlich aktueller, aber auch ein erfrischend junger Film“ sei und dass vor allem Hauptdarstellerin Mala Emde zu überzeugen wisse.
Barbara Schweizerhof schrieb in der Saarbrücker Zeitung, dass die Stärke des Films die Direktheit sei, mit der die Regisseurin auf der Seite der jungen Helden stehe. Aber gerade weil sie die Perspektive so einschränke und außerhalb des engen Kreises kaum richtige Charaktere entwickele, bleibe ihr Film am Ende doch sehr schematisch. Die rechte Szene verkomme zur bloßen Chiffre aus schwarz gekleideten, höhnisch lachenden Männern. Und die Gewaltfrage reduziere der Film schwammig auf die emotionale Ebene.
Dietmar Dath meinte in der Frankfurter Allgemeinen Zeitung, dass das Kinodrama parteilich sei, aber kein bisschen platt. Der Film zeige den rechten Feind fast nur von außen. Das brenzligste Thema des Films sei der Umstand, dass Antifaschismus an den Faschismus gefesselt sei wie der Schutzmann mit Handschellen an den festgenommenen Killer, dass es in diesem Kampf also eher gegen als für etwas gehe.
In der linken Wochenzeitung Jungle World kritisierte Tobias Prüwer, der Film komme allzu oft „nicht über jene Klischees hinaus, die er zu kritisieren vorgibt“. Die Militanzdebatte werde „drastisch verkürzt“, immer wieder stelle der Film unvermittelt Bezüge zum Terrorismus her und inszeniere letztlich eine extremismustheoretische Gleichsetzung von links und rechts. Der Film erzähle „eine typische Coming-of-Age-Geschichte, die plump in einem Umfeld angesiedelt wurde, das die Regisseurin unter Antifa versteht“, und erwecke den Eindruck, bei letzterer handele es sich „um einen Zusammenschluss verwöhnter Bürgerkinder, deren Herkunft es ihnen erlaubt, moralisch zu urteilen“. Um zu belegen, dass diese Darstellung Bildern entspreche, „die Ermittlungsbehörden nicht anders zeichnen würden“, verwies er auf die Analogie des Plots mit einer kürzlich erschienenen Darstellung von Linksextremismus im Magazin der Gewerkschaft der Polizei.
In der Berliner Tageszeitung taz bescheinigte Andreas Fanizadeh dem Film hingegen eine gelungene und authentische Darstellung der Antifa-Szene.
Im Zuge der Filmfestspiele von Venedig äußerten sich auch die internationalen Medien überwiegend positiv zum deutschen Wettbewerbsbeitrag. Wendy Ide von Screen Daily fand den Film „as timely as it is bracingly entertaining“ (sowohl aktuell als auch spannend unterhaltsam). Guy Lodge von Variety bezeichnete ihn als „an urgent German Thriller of anti-fascist youth in revolt“ (ein eindringlicher deutscher Thriller antifaschistischer Jugend im Aufstand). Und im britischen Guardian schrieb Xan Brooks: “proceeding along its stealthy course, Von [sic] Heinz’s tense, well-textured film treads a chilly, liminal country.”

## Auszeichnungen und Nominierungen
Internationale Filmfestspiele von Venedig 2020
- Nominierung für den Goldenen Löwen (Julia von Heinz)[3]
- Nominierung für den Queer Lion (Julia von Heinz)[28]
- Auszeichnung mit dem Bisato d'Oro als beste Darstellerin (Mala Emde)[29]

Deutscher Kandidat für den besten internationalen Film für die Oscarverleihung 2021
Biberacher Filmfestspiele 2020
- Auszeichnung mit dem Goldenen Biber für den besten Spielfilm (Julia von Heinz)[31]
- Auszeichnung mit dem Sonderpreis „Adrian“ für den besten Schnitt (Georg Söring)[31]

Bayerischer Filmpreis 2020
- Auszeichnung in der Kategorie Regie (Julia von Heinz)[32]

Deutscher Schauspielpreis 2021
- Nominierung in der Kategorie Nachwuchs (Tonio Schneider)[33]

Deutscher Filmpreis 2021
- Nominierung in der Kategorie Bester Spielfilm (Fabian Gasmia, Julia von Heinz)[34]

Darüber hinaus gelangte der Film auch in die Vorauswahl für die Golden Globe Awards 2021 (Bester fremdsprachiger Film).

## Trivia
Die Partei Liste 14 stellt eine Anspielung auf die Alternative für Deutschland (AfD) dar, sie besitzt das gleiche blau-rote Design, was ihr in einem Artikel der TAZ den Beinamen AfD-Klon einbrachte.